# Canzone d'amore (film)
Canzone d'amore è un film del 1954 diretto da Giorgio Simonelli.

## Trama
Sandro lavora in un luna park ed è innamorato di Ada. Quando Ada lo abbandona per un maturo benestante, Sandro va a Roma per tentare la carriera di cantante. Qui rivede Lidia, una sua vecchia fiamma, e partecipa a un concorso canoro vincendo il primo premio.